# 大秦家镇
大秦家镇是中国山东省烟台市招远市下辖的一个镇。

## 行政区划
大秦家镇下辖大秦家村、梧桐夼村、苇都梁家村、苇都高家村、苇都万家村、苇都解家村、小于家村、小秦家村、老秦家村、黑顶于家村、陈家窑村、青杨堡村、滕家沟村、榛家沟村、闫家沟村、堡子村、小杨家村、原家村、小转山堡村、大转山堡村、苏格庄村、兴旺庄村、杜家沟村、祁格庄村、小李家村、侯家村、山子后村、水口村、庞家村、朱范村、沙埠村、孙家村、楼里头村、卧虎庄村、桥石头村、东王家庄村、苇都洼子村、东于家村。